# Pokljuka
Pokljuka è un altopiano alpino nel nord-ovest della Slovenia. Si trova a circa 1300 m s.l.m. nelle Alpi Giulie, all'interno del Parco nazionale del Tricorno. Il paesaggio è dominato dalle abetaie e le cime circostanti raggiungono i 2 000 metri. La città più vicina, Bled, dista circa 25 km; amministrativamente appartiene ai comuni di Bled, Bohinj e Gorje.

## Sport invernali
Stazione sciistica specializzata nello sci nordico, Pokljuka è conosciuta soprattutto per le gare di biathlon: ha ospitato quattro edizioni dei Campionati mondiali (nel 1998, nel 2001, nel 2006 e nel 2021) e numerose tappe di Coppa del Mondo, che vi si svolgono annualmente dal 1992-1993. Lo stadio si trova a circa 20 km da Bled.
Pokljuka ha ospitato anche numerose gare minori delle altre specialità dello sci nordico (combinata nordica, salto con gli sci, sci di fondo), sebbene non disponga più di un vero trampolino dalla dismissione dello Skakalnica Pokljuka e le prove di salto vengano disputate su un piccolo salto provvisoriamente allestito durante i mesi invernali.